# Estación 19 de Abril
Estación 19 de Abril es la segunda de las 3 estaciones de la primera fase del sistema Cabletren que abastece al sector de Petare en el Municipio Sucre al este del Distrito Metropolitano de Caracas, al noroeste del Estado Miranda y al centro norte del país sudamericano de Venezuela. Fue inaugurada en agosto de 2013. Debe su nombre por el sector donde se encuentra ubicada que está vinculado a una fecha histórica de Venezuela, el 19 de abril de 1810 cuando se conmemora el inicio de la independencia del país.
Sus obras iniciaron en 2008 y concluyeron con algunos retrasos en el 2013 al mismo tiempo que las estaciones Petare II y 5 de Julio. Se encuentra a un lado de la Autopista Francisco Fajardo y la Carretera Vieja Petare-Guarenas en las proximidades del Hospital Materno Infantil de Petare